# Касадзіма Йосіе
Касадзіма Йосіе (яп. 笠嶋 由恵; нар. 12 травня 1975) — японська футболістка, захисниця, виступала в збірній Японії.

## Клубна кар'єра
Касадзіма народилася 12 травня 1975 року. Виступала в клубах «Сімідзудайнакі», «Урава Редс» та «АС Ельфен Саяма». У сезоні 2004 року потрапила до Найкращої 11-и чемпіонату Японії. Футбольну кар'єру завершила у 2011 році.

## Кар'єра в збірній
Йосіе була викликана у збірну Японії для участі в чемпіонаті Азії 1999 року. На цьому турнірі дебютувала за національну команду 8 листопада в поєдинку проти Таїланду. Виступала також на чемпіонаті Азії 2001 року та на Азійських іграх 2002 року. З 1999 по 2002 рік зіграла 24 матчах у футболці збірної Японії, відзначилася 4 голами.

## Статистика виступів у збірній
| жіноча національна збірна Японії | жіноча національна збірна Японії | жіноча національна збірна Японії |
| Рік                              | Матчі                            | Голи                             |
| -------------------------------- | -------------------------------- | -------------------------------- |
| 1999                             | 5                                | 1                                |
| 2000                             | 5                                | 0                                |
| 2001                             | 9                                | 2                                |
| 2002                             | 5                                | 1                                |
| Загалом                          | 24                               | 4                                |